# Anleihe

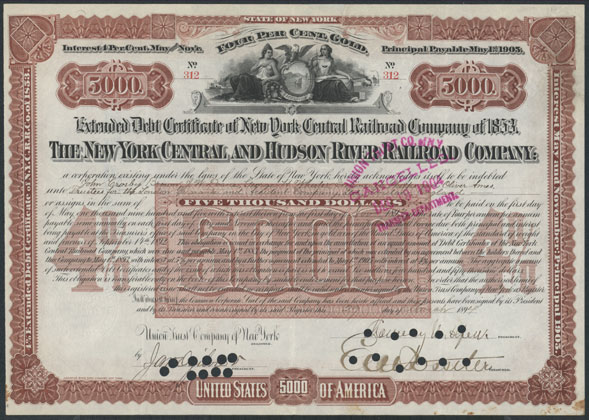
Anleihe über 5000 US-$ der New York Central and Hudson River Railroad Company vom 29. Oktober 1894

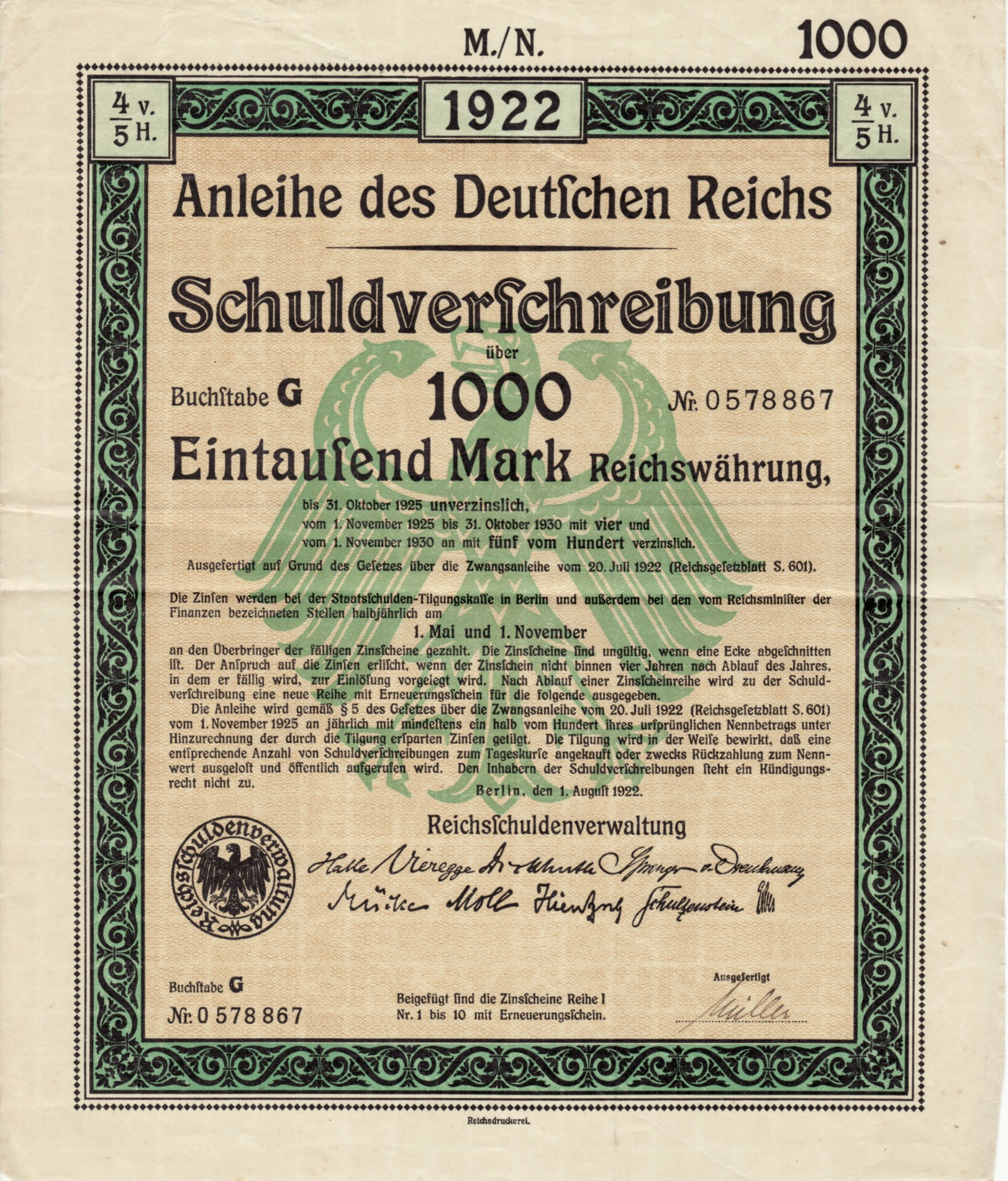
Anleihe des Deutschen Reichs bzw. Schuldverschreibung vom 1. August 1922, kurz vor Beginn der Hyperinflation

Eine Anleihe (auch festverzinsliches Wertpapier, Rentenpapier, Schuldverschreibung oder Obligation, englisch Bond oder debenture bond) ist ein zinstragendes Wertpapier, das dem Gläubiger das Recht auf Rückzahlung sowie auf Zahlung vereinbarter Zinsen einräumt. Eine Anleihe ist im Sinne des Wertpapierhandelsgesetzes und des Kreditwesengesetzes ein Finanzinstrument.   
Typischerweise dienen Anleihen dem Schuldner zur – meist langfristigen – Fremdfinanzierung und dem Gläubiger (Anleger) zur Kapitalanlage. Zur Wertpapiergattung der Anleihen zählen Staatsanleihen (einschließlich Kommunalanleihen, Kommunalobligationen, Landesanleihen oder sonstige öffentliche Anleihen), Unternehmensanleihen und Pfandbriefe; nicht dazu gehören Kredite wie Privatkredite und Schuldscheindarlehen.  
Zinsen, gleichgültig ob Festzinsen oder variable Zinsen, sind mit einer Anleihe untrennbar verbunden.

## Etymologie
Das Wort Rentenpapier lässt sich auf das altfranzösische rendre für „Ertrag“ zurückführen, das erstmals verbreitet im Jahre 1340 in Deutschland als „Rente“ auftauchte. Im Deutschen wurde das Wort Rente zunächst für den – regelmäßig zahlbaren – Zins benutzt, so dass ein Rentenpapier ein „Zinspapier“ darstellte. Noch heute heißt der Zins auf Niederländisch „rente“.
Das Wort Schuldverschreibung tauchte erstmals 1585 in einem Urkundenbuch des Landes Dithmarschen auf („Fürstliches Mandat betreffend Schuld- und Pfandverschreibungen und wucherliche Contracte“), wonach eine Schuldverschreibung unter Anwesenheit von Schreibern und Zeugen protokolliert sein musste. Der Romanist Matthias Kramer übersetzte das deutsche Wort Schuldverschreibung 1679 ins Italienische (italienisch prestito obbligazionario), der Sprachwissenschaftler Kaspar von Stieler führte 1691 den Begriff unter dem Stichwort „Verschreiben“ auf. Der Sprachforscher Johann Leonhard Frisch erklärte 1741 die Schuldverschreibung damit, dass der Schuldner einem anderen seine Güter verschreibe, an die sich der Gläubiger halten könne. Das Allgemeine preußische Landrecht erhob das Wort Schuldverschreibung im Juni 1794 zum Rechtsbegriff.
Das Wort Anleihe als Synonym für Schuldverschreibung tauchte erstmals am 16. September 1789 auf einem Plakat für Geldaufnahmen der Herzogtümer Schleswig und Holstein auf. Es leitet sich aus dem althochdeutschen analëhan (um 800) ab, das im Deutschen für ein Darlehen (lateinisch mutuum) benutzt wurde.

## Geschichte
Die Schuldverschreibung kam im Mittelalter als „Rentenbrief“ (französisch brevet de rente) auf, als Städte hiermit ihre Schulden finanzierten. Vorläufer der heutigen Staatsanleihen waren die mittelalterlichen Kriegsanleihen (italienisch Prestiti oder Prestanze, „Darlehen“) in Venedig oder Florenz. In Venedig nahm der Doge Vitale Michiel II. im Jahre 1156 Kredit von seinen venezianischen Bürgern zu 4 % auf – die erste Frühform der Staatsanleihe. In Florenz führte Philipp Tuskhan mit zwei Brüdern seit 1287 das dortige Leihhaus (italienisch „casanam prestiti“). Es handelte sich um verzinsliche Zwangsanleihen der Klein- und Stadtstaaten Norditaliens, die häufig nicht zurückgezahlt wurden. Im englischen Binnenhandel benutzte man seit dem ausgehenden 12. Jahrhundert dem Inhaber-Schuldschein ähnliche übertragbare Papiere (lateinisch littera obligatoria, auch bekannt als lateinisch scripta obligatoria oder französisch escript obligatoire). Sie gelten als Vorläufer der modernen Schuldverschreibung. Edward III. von England benötigte im November 1338 Geld für den Hundertjährigen Krieg mit Frankreich, das ihm unter anderem der Bankier Bonifacio di Tommaso der Peruzzi lieh, aber nicht mehr zurückerhielt.
Die Stadt Ulm verpfändete durch einen Pfandbrief im Jahre 1378 ihre Einnahmen aus Stadttor-Zöllen von 1.800 Gulden an einen Juden, von dem sie Geld geliehen hatte. Neben der Verpfändung von Einnahmen kam es auch zur Beleihung von Vermögen. So verpfändeten in Österreich die Herzöge Albrecht und Leopold ihr Schloss Hainburg im Jahre 1379 an Johann von Lichtenstein, worüber im November 1388 ein Pfandbrief ausgestellt wurde. Um 1400 hatte sich in Deutschland neben dem Pfandbrief die Schuldverschreibung herausgebildet, in welcher die geschuldete Summe und der Zins sowie – für den Fall des Zahlungsverzugs – ein Immissionsrecht (Pfandrecht) festgelegt waren. Eine Laufzeit oder Fälligkeit war meist nicht vorgesehen; es handelte sich ebenfalls um ewige Renten. Die Stadt Köln begab seit 1416 von der Stadt ablösbare Leibrenten.
Der spanische König Karl V. unterzeichnete am 12. April 1519 eine für Anton Fugger ausgestellte Schuldverschreibung. Die Stadt Antwerpen nahm am 29. Januar 1512 eine Stadtanleihe bei Antwerpener Kaufleuten auf. 1532 begann die Antwerpener Börse mit einem geregelten Handel von Anleihen, worunter sich niederländische Hofbriefe (Staatsanleihen), Privat-Obligationen der niederländischen Staatsbeamten und Magnaten (für Rechnung der Regierung), Obligationen der niederländischen Provinzialstände, Stadtobligationen, Rentmeisterbriefe und Obligationen der englischen Krone und des Königs von Portugal befanden. Ein kaiserliches Mandat stellte 1537 die Inhaber-Obligation dem Wechsel gleich. Im Jahre 1568 finanzierte Philipp II. den Achtzigjährigen Krieg der Niederlande gegen Spanien mit einer Staatsanleihe von 3 Millionen Gulden. Die Bank of England hat ihre Gründung im Juli 1694 einer englischen Staatsanleihe durch Wilhelm III. zum Zinssatz von 8 % zu verdanken. Im Jahre 1751 folgte mit dem englischen „Consols bond“ die erste Staatsanleihe auf Grundlage der ewigen Rente. Hierbei verpflichtete sich der Staat nur zur Zahlung des Zinses („Rente“) und übernahm keine Rückzahlungsverpflichtung, er räumte sich allenfalls ein Tilgungsrecht ein. Die gleichbleibenden und immer fortdauernden Zinszahlungen haben ihr auf dem Rentenmarkt den Namen „ewige Rente“ eingebracht. Diese Form war nur für Staatspapiere zulässig.
Außer in Antwerpen handelten die bereits bestehenden Börsen (Amsterdamer Börse gegründet 1611, Königsberg 1613, Lübeck 1614, Frankfurt am Main 1615 oder Leipzig 1635) ausschließlich mit Wechseln und Sorten. Erst um 1830 gelangten an der Frankfurter Börse auch Anleihen auf den Kurszettel, und zwar bayerische, österreichische, niederländische, neapolitanische und spanische Anleihen. Im Jahre 1854 notierte die Frankfurter Börse 81 Eisenbahnobligationen, 6 US-Bundesanleihen, 24 US-Staatenanleihen, 20 US-Stadtanleihen und 5 US-Anleihen von Counties. Die Investitionen der Gründerjahre brachten der Industrie neben Aktien um 1860 auch Unternehmensanleihen als Finanzierungsinstrument, die über Börsen platziert wurden. Allein 41 % der zwischen 1865 und 1914 an der London Stock Exchange gehandelten überseeischen Anleihen stammten von Eisenbahngesellschaften.
Der Beginn der Weltwirtschaftskrise im Jahre 1929 belastete vor allem die kurzfristigen Obligationsmärkte in Deutschland und den USA massiv.
Der Staatsinterventionismus der Kapitalmarktpolitik des nationalsozialistischen Deutschen Reich von 1933 bis 1945 führte dazu, dass deutsche Staatsanleihen in diesem Zeitraum in Schweizer Franken an der Schweizer Börse gehandelt wurden. Nach der Annexion Österreichs kamen die Anleihen des zu diesem Zeitpunkt nicht existenten Alpenstaates hinzu. Die Rentenindizes zeigten einen gegensätzlichen Verlauf und bildeten den Kriegsverlauf gegensätzlich ab. Deutsche Obligationen verloren im Schweizer Handel bei Kriegsausbruch (1. September 1939) 38,7 % ihres Kurswertes und während der russischen Stalingradoffensive 6,5 %. Die Konferenz von Jalta führte zu Verlusten von 34 %. Die österreichischen Wertpapiere verloren durch die Auflösung des Staates massiv, konnten sich jedoch ab 1943 vom Trend der deutschen Papiere lösen, weil Marktteilnehmer mit einer Wiedergründung Österreichs nach der Niederlage des Deutschen Reichs rechneten. Diese Anleihen profitierten also von den militärischen und politischen Ereignissen.
Das nach dem Zweiten Weltkrieg aufkommende Wirtschaftswunder belebte auch den deutschen Rentenmarkt, denn im Jahre 1960 notierten die deutschen Börsen über 260 verschiedene Industrieobligationen. Die weltweit zunehmende Staatsverschuldung führte auf den internationalen Rentenmärkten ab 1980 zur Dominanz der Staatsanleihen, so dass sich die Ratingagenturen im Jahre 1982 dazu entschlossen, die steigenden Länderrisiken mit einem Staatsrating zu bewerten. Im Juni 1991 entstand der deutsche Rentenindex REX, der die Marktentwicklung des Rentenmarkts in einer Indexzahl für Bundesanleihen zusammenfasst, deren Grundlage die Umlaufrendite darstellt. Exzessive Ausmaße erreichte die Staatsverschuldung zunächst ab März 1997 in Asien (Asienkrise), dann ab Mai 1998 während der Russlandkrise und schließlich ab April 2010 in Europa. Sie erhöhte damit die Finanzrisiken auf den Rentenmärkten und beschwor die Gefahr von Finanzkrisen herauf. Die Frankfurter Börse führte im April 2011 den „Entry Standard“ und im Oktober 2012 den „Prime Standard“ für Anleihen ein.

## Begriff
Ein festverzinslicher Vermögenstitel (englisch fixed income product) ist ein schuldrechtlicher Anspruch auf zweierlei:
- Zinszahlung: Zahlung eines zeitabhängigen Entgelts; der Käufer eines verzinslichen Wertpapiers erhält als Gegenleistung für die Überlassung des Kapitals während der Laufzeit den in der Urkunde verbrieften Zins
- Tilgung: Rückzahlung des überlassenen Kapitalbetrags; nach Ablauf der Laufzeit endet das Schuldverhältnis durch die Zahlung des Nennwerts.

Im Gegensatz zur Aktie erwirbt der Käufer einer Unternehmensanleihe keinen Anteil am Eigenkapital des Unternehmens, sondern gewährt ihm Kredit, also Fremdkapital.
Die Bezeichnung festverzinsliche Wertpapiere bezieht sich nicht auf die Art der Verzinsung, sondern auf die Rechtsstellung des Finanztitelinhabers. Zu den festverzinslichen Wertpapieren gehören auch Gewinnschuldverschreibungen, Forderungsbesicherte Wertpapiere (ABS), Wandelanleihen und Optionsanleihen. Ebenso gehören Nullkuponanleihen, Floater und Zertifikate (darunter Indexanleihen) dazu, obwohl diese keine feste regelmäßige Verzinsung bieten.

### Urkunde

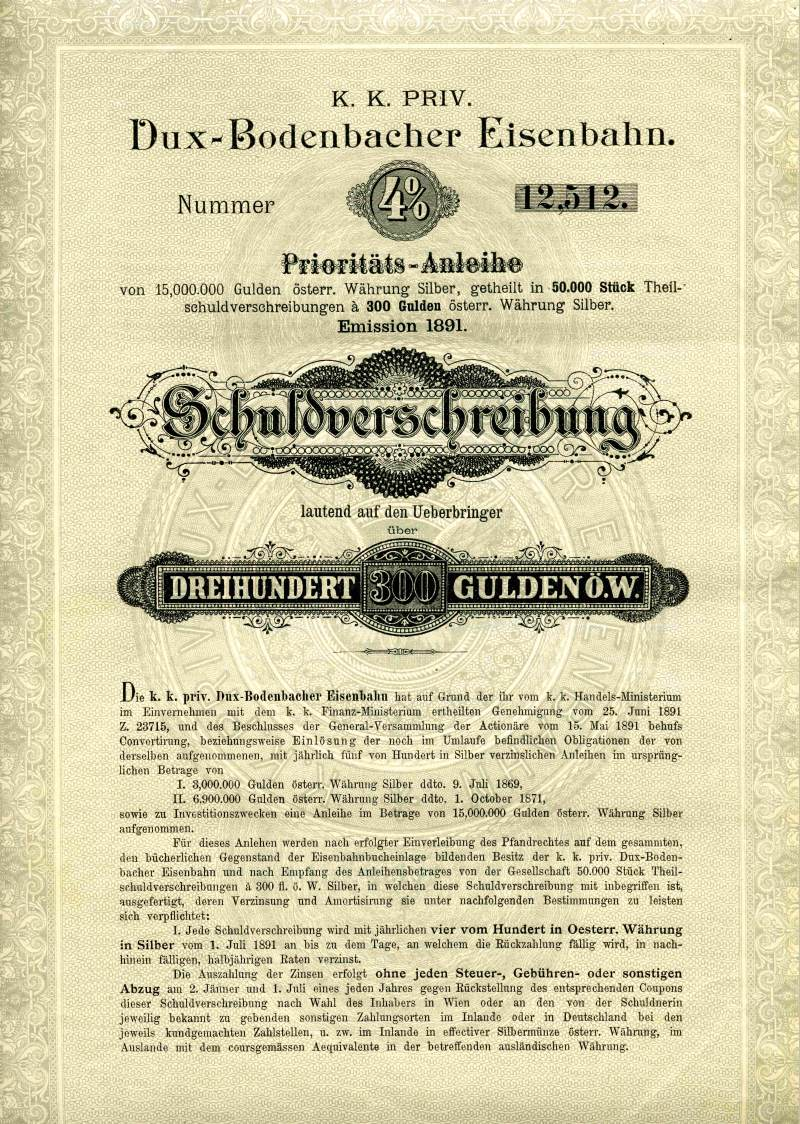
Nonvaleur-Anleihe

Die Urkunde besteht aus Mantel und Bogen. Der Mantel verbrieft die Forderung des Gläubigers. Der Bogen besteht aus Kupons, die zur Geltendmachung der Ertragsansprüche (z. B. Zinsen) dienen, und gegebenenfalls einem Erneuerungsschein (Talon). Mantel und Bogen müssen dem Aussteller der Urkunde zusammen vorgelegt werden, um die in der Urkunde versprochene Leistung zu erhalten.

### Elektronisches Wertpapier
Ein elektronisches Wertpapier wird dadurch begeben, dass der Emittent an Stelle der Ausstellung einer Wertpapierurkunde eine Eintragung in ein elektronisches Wertpapierregister bewirkt (§ 2 Abs. 1 Satz 2 des Gesetzes über elektronische Wertpapiere, eWpG). Ein elektronisches Wertpapier entfaltet grundsätzlich dieselbe Rechtswirkung wie ein Wertpapier, das mittels Urkunde begeben worden ist  (§ 2 Abs. 2 eWpG).
Mit dem Gesetz zur Einführung von elektronischen Wertpapieren vom 3. Juni 2021 wurde die zwingende urkundliche Verkörperung von Wertpapieren aufgegeben und eine elektronische Begebung von Wertpapieren auch außerhalb der Nutzung der Blockchain-Technologie und vergleichbarer Distributed-Ledger-Technologien ermöglicht. Elektronische Wertpapiere gab es zunächst nur für Inhaberschuldverschreibungen. Die gesetzlichen Vorschriften wurden jedoch zum 15. Dezember 2023 um Namens- und Inhaberaktien erweitert (§ 1 Nr. 1–3 eWpG). 
Seit Januar 2024 stellt § 1 Abs. 1 DepotG klar, dass „Wertpapiere im Sinne dieses Gesetzes auch elektronisch begebene, vertretbare Wertpapiere (sind)“. Damit werden sämtliche elektronisch emittierten Wertpapiergattungen erfasst.

## Rechtsfragen
Am häufigsten verwendete Rechtsbegriffe sind Anleihe und Schuldverschreibung. Es handelt sich aus Sicht ihres Emittenten um verbriefte Verbindlichkeiten. Hat jemand eine Urkunde ausgestellt, in der er ihrem Inhaber eine Leistung verspricht (Inhaberschuldverschreibung), so kann der Inhaber von ihm die Leistung gemäß § 793 BGB nach Maßgabe des Versprechens verlangen, es sei denn, dass er zur Verfügung über die Urkunde nicht berechtigt ist. Der Aussteller wird aus einer Inhaberschuldverschreibung nach § 794 BGB auch dann verpflichtet, wenn sie ihm gestohlen worden oder verloren gegangen oder wenn sie sonst ohne seinen Willen in den Verkehr gelangt ist.
Anleihen sind beim Schuldner nach § 266 Abs. 3 Lit. C Nr. 1 HGB als Verbindlichkeiten auf der Passivseite zu bilanzieren, beim Gläubiger entsprechend als Forderung auf der Aktivseite nach § 266 Abs. 2 lit. A III Nr. 5 oder lit. B III Nr. 2 HGB (für Kreditinstitute als Gläubiger gilt ergänzend § 16 RechKredV). Investmentfonds dürfen nach § 206 Abs. 2 KAGB nur 35 % ihres Sondervermögens in Staatsanleihen anlegen, nur 10 % der in Umlauf befindlichen Schuldverschreibungen vom selben Emittenten. 

### Handel
Anleihen werden am Rentenmarkt, einem Marktsegment des Kapitalmarktes, gehandelt. Sie können dort zum jeweils aktuellen Kurs ge- und verkauft werden. Neuemissionen erfolgen im Börsensegment des Primärmarktes, bereits in Umlauf befindliche Anleihen werden auf dem Sekundärmarkt gehandelt.
Anleihen müssen in den meisten Ländern jedoch nicht an der Börse gehandelt werden, das heißt, sie sind nicht börsenpflichtig. Der Handel über Börsen ist in diesen Ländern für die Kursbestimmung relativ unbedeutend, da der Hauptanteil der Volumina außerbörslich gehandelt wird.
In den letzten Jahren setzten sich bei immer mehr Anleihearten elektronische Handelssysteme durch. So wird heute der überwiegende Anteil des Umsatzes in liquiden europäischen Staatsanleihen nicht mehr via Telefon, sondern via elektronische Handelsplattformen wie Bondvision, Tradeweb, Eurex Bonds und Bloomberg Bond Trading abgewickelt.
Die Anleihe gilt als eher risikoarme Anlageform, da sie über definierte Zinsansprüche und eine feste Rückzahlung verfügt, außerdem ist sie je nach Ausgestaltung besichert. Institutionelle Anleger (z. B. Versicherungen) sind verpflichtet, einen großen Anteil der zu verwaltenden Gelder in Titel mit hoher Bonität anzulegen, wobei die Wahl häufig auf festverzinsliche Wertpapiere fällt. Bei schlechter Bonität des Schuldners birgt die Anleihe ein hohes Kreditrisiko, das dem Anleger üblicherweise durch eine entsprechend hohe Verzinsung vergütet wird, man spricht dann von Hochzinsanleihen.
Anleihen werden in der Regel als Inhaberpapier ausgegeben (siehe Inhaberschuldverschreibung), da hier die bessere Handelbarkeit besteht. Der Inhaber der Anleihe ist somit gleichzeitig der Gläubiger. Jedoch gibt es auch die Ausgestaltung als Namens-, Order- oder Rektapapier.
Die Quotierung einzelner Anleihen ist unterschiedlich. Manche Anleihen werden nach Rendite gehandelt (z. B. Schwedische Staatsanleihen SGB, Australische Staatsanleihen oder Japanische Staatsanleihen JGB), andere werden mit Kursen gehandelt (z. B. Deutsche Bundesanleihen DBR, Österreichische Bundesanleihen RAGB, Britische Staatsanleihen Gilts). In den Vereinigten Staaten werden Staatsanleihen (Treasuries) mit 32stel (1/32) quotiert (z. B. „101-16“ entspricht 101 16/32 = 101,50).
Die Standardvaluta ist bei europäischen Staatsanleihen normal T+3, bei US-Staatsanleihen T+1, je nach Settlement-System in Japan T+2 (Furukai – Furiketsu) oder T+4 (Toruku).

## Funktionen
Durch Stückelung des festverzinslichen Titels – häufig Beträge von mehreren Millionen Währungseinheiten (z. B. US-Dollar oder Euro) – in eine Vielzahl an Teilschuldverschreibungen zu Nominalbeträgen von beispielsweise 50, 100, 1000 oder 10.000 Währungseinheiten erfolgt eine Losgrößentransformation. Dies macht die Anleihen auch für Kleinanleger attraktiv. Anleihen erfüllen eine Mobilisierungsfunktion.
Durch Standardisierung der Anleihen lässt sich eine höhere Fungibilität erreichen. Auf diese Weise lassen sich die unterschiedlichen Bindungsfristen des Emittenten und der Gläubiger harmonisieren. Diese zeitliche Transformationsfunktion hat ihren Grund in liquiden Sekundärmärkten.

## Emittenten und Emissionen

### Emittenten
Als Herausgeber von Anleihen kommen in Frage:
- Staaten und unterhalb des Staates organisierte Gebietskörperschaften: Diese begeben Staatsanleihen, worunter im weiteren Sinne auch die von den Gebietskörperschaften emittierten Kommunalanleihen gefasst sind. In Deutschland werden Öffentliche Anleihen und andere Bundeswertpapiere von Bund, Ländern und Gemeinden sowie öffentlich-rechtlichen Körperschaften herausgegeben. Bund und Länder finanzieren hierüber Defizite im Länder- beziehungsweise Bundeshaushalt.
- Kreditinstitute (Privatbanken und öffentlich-rechtliche Kreditinstitute): Diese emittieren Bankschuldverschreibungen und Pfandbriefe, meist um die Refinanzierung ihres mittel- und langfristigen Kreditgeschäfts zu beschaffen.
- Nichtbanken: Unternehmen, die nicht dem Sektor der Kreditinstitute zugerechnet werden, begeben Unternehmensanleihen (englisch corporate bonds); dies sind Inhaberschuldverschreibungen und damit eine Form der Unternehmensfinanzierung, die im Regelfall durch ein Bankenkonsortium auf dem Kapitalmarkt platziert werden.

In Österreich und Deutschland werden die meisten Anleihen von Banken und der öffentlichen Hand herausgegeben, während in den USA viele Unternehmen Anleihen emittieren. Die Ursache hierfür ist darin zu sehen, dass Unternehmen in Europa Kapital häufiger durch Selbstfinanzierung aufbringen oder Kredite bei Geschäftsbanken erhalten.

### Emissionsverfahren
Die Emission von Anleihen kann als Selbstemission oder als Fremdemission durchgeführt werden. Bei der Fremdemission fungiert eine Bank oder ein Platzierungskonsortium als Mittler.
Die Emission kann als Privatplatzierung oder öffentliche Platzierung durchgeführt werden. Bei der öffentlichen Platzierung von Anleihen sind die folgenden Formen üblich:
- Freihändiger Verkauf: Der Verkauf erfolgt zu einem festen Preis bis zur Einstellung des Verfahrens oder bis zum Ausverkauf (Beispiel: Bundesschatzbriefe)
- Auflegung zur öffentlichen Zeichnung: Die Investoren erklären innerhalb einer Frist verbindlich, welchen Betrag der Anleihe sie zu übernehmen bereit sind. Sie haben jedoch keinen Anspruch auf die gezeichneten Wertpapiere. Übersteigt die Nachfrage das Angebot (Überzeichnung), kann der Emittent nach eigenem Ermessen zuteilen (Repartierung).
- Tenderverfahren: Ähnlich einer Versteigerung; jedoch geben die Zeichner an, welchen Betrag sie zu welchem Kurs zu erwerben bereit sind. Der Emittent bedient dann alle Gebote, die einen (vom Emittenten gewählten) Mindestkurs nicht unterschreiten. Dabei ist das Emissionsvolumen nicht von Anfang an festgelegt, sondern wird je nach Umfang der Gebote angepasst. Man unterscheidet das amerikanische (wobei jeder Bieter sein eigenes Gebot zahlt) vom holländischen Verfahren (wobei alle den gleichen Preis zahlen). Dieses Verfahren wird bei Bundeswertpapieren eingesetzt.
- Daueremission: permanente Emissionstätigkeit unter gleichen Bedingungen.

Anleihen werden zu einem Ausgabepreis ausgegeben, der vom Nennwert abweichen kann. Je nach Verhältnis des Ausgabepreises zum Nennwert spricht man von der Ausgabe unter pari, pari oder über pari. Der Abschlag bei unter pari wird Disagio genannt, der Aufschlag bei über pari wird als Agio oder Aufgeld bezeichnet.

### Märkte

#### National
Eine Inlandsanleihe wird auf dem nationalen Anleihemarkt platziert. Es handelt sich dabei um die Emission einer Anleihe eines inländischen Emittenten. Sie wird in der Inlandswährung und unter Einsatz eines inländischen Konsortiums emittiert, wobei die Vorschriften des Sitzlandes eingehalten werden müssen. Ein Beispiel dafür ist eine Bundesanleihe. Deren Wertentwicklung misst der Deutsche Rentenindex.

#### International
„International“ bedeutet, dass die Emission außerhalb des Heimatlandes des Emittenten erfolgt. Es wird dabei zwischen Euromärkten und Auslandsanleihemärkten unterschieden.
Eine Euroanleihe wird von einem internationalen Bankenkonsortium emittiert. Die internationale Platzierung erfolgt in einer international anerkannten Fremdwährung (US-Dollar, Euro, Yen). Bei einer Auslandsanleihe handelt es sich um die Anleihe inländischer Währung eines relativ zur Währung ausländischen Emittenten oder um eine Fremdwährungsanleihe. Sie wird von einem inländischen Bankenkonsortium des Währungslandes platziert. Es gelten die Vorschriften des Inlandes.

## Anleihebedingungen
Für die Anleger sind die Anleihebedingungen von Interesse, die zwischen dem Anleiheschuldner und dem emittierenden Bankenkonsortium ausgehandelt werden. Anleihebedingungen sind nach § 2 Abs. 1 SchVG die „Bedingungen zur Beschreibung der Leistung sowie der Rechte und Pflichten des Schuldners und der Gläubiger“, die sich – außer bei elektronischen Anleihen –  aus der Urkunde ergeben müssen. Dabei orientiert man sich im Regelfall an den Standards der International Capital Markets Association (ICMA). Diese beginnen mit der Rechtswahl, die sich zwischen dem Recht des emittierenden Staates oder dem Recht großer Finanzmarktjurisdiktionen entscheiden kann. Seit 1992 können Staaten, die ihre Anleihen dem US-Recht unterwerfen und in US-Dollar denominieren, in den USA verklagt werden.

### Klauseln
Zu beachten sind Klauseln wie die Pari-passu-Klausel, Negativerklärung, Cross-Default-Klausel und die Collective Action Clause, weil sie im Falle einer Krise des Anleiheschuldners gravierende Auswirkungen für den Investor entfalten können.
- Die Pari-passu-Klausel sichert den Anleihegläubigern absolute Gleichrangigkeit ihrer ungesicherten Forderungen zu, worin sich die Politik verwirklicht, keiner Art von Ansprüchen eine implizite Vorrangstellung zuzuerkennen.[32] Dadurch werden die Gläubiger späterer Anleihetranchen nicht benachteiligt.
- Dieser Grundsatz der formellen Gleichrangigkeit wird durch die Negativerklärung („negative pledge“) auf die dingliche Ebene ausgeweitet, indem die Klausel den unbesicherten Anleihegläubigern eine Besicherung ihrer Forderungen zusichert, sollte der Anleiheschuldner anderen Gläubigern Sicherheiten zur Verfügung stellen.
- Bei der Cross-Default-Klausel steht den Anleihegläubigern ein Sonderkündigungsrecht zu, wenn der Schuldner zwar ihre Anleihe bedient, jedoch bezüglich einer anderen Zahlungsverpflichtung in Rückstand gerät. Hierdurch sollen alle Gläubiger gleichzeitig von den Zahlungsschwierigkeiten des Schuldners betroffen werden.[33]
- Die Collective Action Clause macht eine Änderung einzelner Anleihebedingungen von der Zustimmung der Mehrheit der Gläubiger abhängig und ist im Falle der mehrheitlichen Zustimmung für sämtliche Anleihegläubiger bindend. Hierdurch können Minderheiten überstimmt werden und sind etwa gezwungen, einen Schuldenerlass mitzutragen.

### Laufzeit
Die Unterscheidung von Anleihen nach ihrer Laufzeit ist rein formaler Natur und orientiert sich bei Unternehmensanleihen meist an den Fristigkeitsregelungen des § 285 Nr. 1a HGB:
- kurz- und mittelfristig (bis 5 Jahre),
- langfristig (5 bis 8 Jahre)
- langfristig (mehr als 8 Jahre)
- Die längste Laufzeit weisen mit Laufzeiten zwischen 10 und 30 Jahren Staatsanleihen auf.

Anleihen mit längerer Laufzeit, insbesondere solche ohne festgelegte Tilgungsfrist („ewige Anleihen“, auch englisch Consols genannt), sind in Deutschland ungebräuchlich.
Der Zusammenhang zwischen (Rest-)Laufzeit und dem Zins einer Anleihe findet seinen Niederschlag in der Zinskurve.

### Besicherung
Anleihen können nach Art und Umfang der Besicherung unterschieden werden:
- Staatsanleihen sind im Regelfall unbesichert.
- Pfandbriefe sind durch Grundstücke und grundstücksgleiche Rechte (Hypothekenpfandbriefe) oder Forderungen an die öffentliche Hand (Kommunalkredite: öffentliche Pfandbriefe, Kommunalobligationen) besichert und unterliegen den Anforderungen des Pfandbriefgesetzes.
  - Schiffspfandbriefe und Flugzeugpfandbriefe sind durch Hypotheken auf Schiffe bzw. Flugzeuge besichert und stellen eine Sonderform des Pfandbriefs dar.
- Hypothekenanleihen sind ebenfalls durch Grund und Boden besichert, unterliegen aber nicht den strengen Anforderungen des Pfandbriefgesetzes.
- Covered Bonds ähneln ebenfalls Pfandbriefen.
- Brady Bonds stellen eine Besonderheit der Besicherung dar. Diese Staatsanleihen von Schwellenländern werden durch Nullkuponanleihen von Schuldnern hoher Bonität besichert.
- Forderungsbesicherte Wertpapiere (englisch asset-backed securities, ABS): Hier bestehen die Zahlungsansprüche gegen eine ausschließlich dem Zweck der Transaktion des forderungsbesicherten Wertpapiers dienende Zweckgesellschaft (englisch Special Purpose Vehicle). Die Zahlungsansprüche werden durch einen Bestand an Forderungen (englisch assets) gedeckt.
- Katastrophenanleihen: Mit dieser Spezialform von Anleihen können Versicherungsunternehmen das Risiko von Naturkatastrophen auf Kapitalmärkten verkaufen. Ähnlich wie bei forderungsbesicherten Wertpapieren wird eine Zweckgesellschaft gegründet, die ihr Kapital in ausfallrisikofreie Anleihen investiert. Bleibt die Naturkatastrophe aus, erhalten die Anleger vertragsgemäße Zinsen und Tilgung. Tritt die Naturkatastrophe dagegen ein, wird zuerst der Schaden der Versicherungsgesellschaft beglichen.

Staatsanleihen – zum Beispiel Bundesanleihen – sind dagegen nicht besicherte Anleihen. Gebietskörperschaften sind in Deutschland nicht insolvenzfähig. In den USA hingegen sind Gemeinden bei Zahlungsunfähigkeit insolvenzfähig gemäß der Sonderregelung des Chapter 9 des United States Bankruptcy Code. Seit der Zahlungsunfähigkeit Argentiniens (siehe auch Argentinien-Krise) findet jedoch eine Diskussion um ein Insolvenzrecht für Nationalstaaten statt. Bundesanleihen gelten dennoch als sicher, da das Steueraufkommen und das Staatsvermögen (z. B. Waldflächen, Immobilien, Kapitalbeteiligungen) als solide Einnahmequellen gelten; der Staat kann zumindest theoretisch durch Änderung der Steuergesetzgebung stets die Mittel zur Verfügung stellen, die zur Bedienung der Verbindlichkeiten notwendig sind.
In der Praxis zeigen jedoch der Fall Argentinien und die Griechenlandkrise mit ihrem teilweisen Schuldenerlass, dass dies alleine nicht ausreichend ist. Ebenso hatte sich die Sowjetunion als Rechtsnachfolgerin des zaristischen Russland geweigert, Anleihen aus dieser Zeit zu bedienen. Das führte dazu, dass die Sowjetunion lange Zeit kein Geld leihen konnte. Russland musste die zaristischen Anleihen Anfang der 1990er Jahre teilweise bedienen, um mit neuen Anleihen Geld am Kapitalmarkt aufnehmen zu können.

## Stripping
Beim Anleihen-Stripping oder Kupon-Stripping wird die Anleihe in einzelne Wertpapiere für den Nominalwert (Wertpapiermantel) und für jede einzelne Kuponzahlung zerlegt. Die entstandenen Teilwertpapiere sind allesamt Nullkuponanleihen und können einzeln gehandelt werden. Die Trennung wird für den Inhaber der Anleihe von der jeweils depotführenden Stelle, dem Kreditinstitut oder der Bundeswertpapierverwaltung, vorgenommen. Das englische Verb „to strip“ bedeutet „wegnehmen“; in diesem Zusammenhang wird allerdings „STRIPS“ als Akronym für englisch Separate trading of registered interest and principal of securities („separater Handel der Zinsen und des Nennwertes von Wertpapieren“) als Erklärung genannt.
Stripping in dieser Form gibt es in den USA seit 1985, in Frankreich seit 1991 und in Belgien und den Niederlanden seit 1993. Seit Juli 1997 ist das Stripping von bestimmten Bundesanleihen ab einem Mindestbetrag von 50.000 € möglich.

## Arten
Es gibt eine Vielzahl von Anleihearten. Der Finanzmarkt hat in den letzten zwei Jahrzehnten eine Vielzahl von innovativen Finanzinstrumenten (Finanzinnovationen) hervorgebracht, wobei Anleihen eine bedeutende Rolle gespielt haben. Einige dieser Finanzinstrumente sind wieder vom Markt verschwunden, während andere sich länger halten oder ins Standardrepertoire von Finanzinstitutionen aufgenommen wurden.
Die wichtigsten Formen sind:
- Standardanleihe oder Festzinsanleihe (englisch straight bond, plain vanilla bond): Diese hat eine feste Verzinsung (Kupon) über die gesamte Laufzeit (Beispiel: 5 % des Nominalwerts p. a.). Sie ist die gängigste Anleiheform. Alle übrigen Arten gehören nicht zu den Standardanleihen.
- Annuitätenanleihe: Bei dieser Anleihe erfolgt die Rückzahlung in gleichen Beträgen bis zum Laufzeitende. Diese Beträge beinhalten sowohl den Kupon als auch jeweils einen Teil der Tilgung.
- Ewige Rente oder Konsolbond (englisch perpetual, perpetuity): Eine solche Anleihe muss vom Emittenten nie getilgt werden. Der Anleger profitiert ausschließlich durch die Verzinsung bzw. den Kupon, sofern der Emittent die Anleihe nicht gemäß den jeweiligen Anleihebedingungen vorzeitig kündigt und tilgt.
  - Zero-Perpetual: Diese Anleihe wird nie getilgt und besitzt darüber hinaus auch keinen Kupon. Der Anleger verschenkt damit faktisch den Kaufpreis. Diese Sonderform der Anleihe ist gleichzeitig Nullkuponanleihe und Ewige Rente. Zero-Perpetuals werden für Spendenaktionen genutzt. Sinn ist es, dass in der Bilanz (des Fonds, der Bank usw.) eine Buchungszeile erhalten bleibt.
- Variabel verzinste Anleihe oder Variabel verzinsliche Anleihe (englisch floating rate note oder kurz englisch floater): Die Verzinsung einer solchen Anleihe wird während der Laufzeit angepasst. Meist orientiert sich dieser Zinssatz an einem Referenzzinssatz wie dem EURIBOR (European Interbank Offered Rate) oder dem LIBOR (London Interbank Offered Rate). Der Zinssatz kann auch an die jeweiligen Renditen kurzfristiger Schuldverschreibungen (z. B. Schatzwechsel, T-bills) oder an Indikatoren wie die Inflationsrate gebunden werden. Marktzinspapiere sind eine Sonderform dieser Anleihen.
  - Auction Rate Security: Dies ist eine in den USA verbreitete Sonderform; ihr Zinssatz wird in regelmäßigen Auktionen festgesetzt.
  - Sonderformen mit Zinsbegrenzung: Der Floor-Floater hat eine Zinsuntergrenze, der Cap-Floater hat eine Zinsobergrenze. Beim Mini-Max-Floater ist der Zins nach oben wie nach unten begrenzt.
  - Reverse floater: Bei dieser Sonderform steigt die Höhe der Kuponzahlungen, wenn der vereinbarte Referenzzinssatz fällt, und umgekehrt.
- Nullkuponanleihe (auch Zerobond genannt): Dies ist eine Anleihe ohne Zinskupons. Der Ertrag des Gläubigers besteht hier ausschließlich in der Differenz zwischen Rückzahlungskurs und Emissionskurs. Üblicherweise werden Nullkuponanleihen mit einem Abschlag (Disagio), also unter pari, emittiert und bei Fälligkeit zu 100 % (pari) zurückgezahlt.
- Stufenzinsanleihe: Hierbei ändert sich der Zins während der Laufzeit, wobei die Zinstreppe bereits bei der Emission festgelegt wird. Man unterscheidet die Formen „aufwärts“ (englisch „step up“) und „abwärts“ (englisch „step down“), je nachdem ob der Kupon im Zeitverlauf steigt oder fällt. Beispiel: Bundesschatzbriefe
- Anleihen mit Step-Up-Kupon: Hier orientiert sich die Höhe der Zinszahlung häufig an den Bonitätseinstufungen von Ratingagenturen wie Moody’s und Standard & Poor’s. Wird die Bonität der Anleihe herabgestuft, so steigt der Zins, und umgekehrt. Der englische Begriff step-up bond ist doppeldeutig, da auch Stufenzinsanleihen international so bezeichnet werden.
- Tilgungsanleihe oder Auslosungsanleihe: Diese Anleihe hat einen festen Kupon; ihr Nennwert wird jedoch nicht wie bei der Festzinsanleihe zur Gänze am Fälligkeitstag zurückgezahlt, sondern in Teilraten über einen bestimmten Zeitraum. Hierbei ist in der Regel eine tilgungsfreie Zeit vereinbart, danach wird regelmäßig verlost, welcher der Zeichner der Anleihe sein Geld zurückgezahlt bekommen soll.
- Indexanleihen sind an einen Index gekoppelt:
  - Inflationsindexierte Anleihe oder Inflationsgebundene Anleihe (englisch inflation-linked bond): Diese Anleiheform bietet einen Schutz gegen das Inflationsrisiko. Typischerweise wird die Nominale innerhalb einer vordefinierten Periode entsprechend der Inflation angepasst. In den meisten Ländern wird dazu der Verbraucherpreisindex oder ein diesem entsprechender Index verwendet.
  - Bei Indexanleihen auf den Aktienindex ist der Nominalzins oder die Rückzahlung der Indexanleihen an die Entwicklung eines Aktienindex (etwa den DAX) gebunden.
  - Doppelwährungsanleihe (englisch dual currency bonds): Bei dieser Anleihe erfolgen die Kuponzahlungen und/oder Rückzahlungen in einer anderen Währung als der Emissionswährung.
- Kriegsanleihen werden von Staaten zum Zwecke der Kriegsfinanzierung emittiert.
- Zwangsanleihe: Dies ist eine (Staats-)Anleihe, die per Gesetz zwangsweise gezeichnet werden muss. Ein historisches Beispiel waren die Obligationen des Königreichs Westphalen.

### Anleihen mit Optionsrechten
- Wandelanleihe oder Wandelschuldverschreibung: Bei dieser hat der Gläubiger das Recht, die Anleihe in Aktien des Emittenten zu tauschen; Zeitpunkt und Anzahl der Aktien sind bei der Emission festgelegt. Technisch handelt es sich um eine Anleihe, die mit einer Call-Option verknüpft ist.
- Optionsanleihe: Im Unterschied zur Wandelanleihe ist das Kaufrecht auf die Aktien des Emittenten von der Anleihe getrennt. Damit kann die Option auch separat gehandelt und ausgeübt werden.
- Aktienanleihe (englisch reverse convertible, equity bond): Bei dieser Anleihe hat der Emittent das Recht, bei Fälligkeit anstelle des Nennwertes eine bei Emission vereinbarte Anzahl von Aktien des Emittenten zu liefern. Die Kupons enthalten zusätzlich zu den Zinsen auch ein Entgelt für die Übernahme des Risikos als Stillhalter einer Put-Option. Es gibt auch die Variante, bei der der Emittent nicht effektiv die Aktien liefern muss, sondern den zum Kurs am Rückzahlungstag ermittelten Geldbetrag zahlt. In dieser Variante bieten sich statt Aktien auch andere Werte oder Indizes an, wie in den folgenden Beispielen:
  - Indexanleihe: Sonderformen der Aktienanleihe, bei der die Rückzahlung vom Kurs eines Indexes abhängt (→ Indexierung).
  - Rohstoffanleihe: Hier hängt die Rückzahlung vom Kurs eines Rohstoffindexes ab.
  - Korb-Anleihe (englisch basket bond): Bei dieser Sonderform hängt die Rückzahlung vom Kurs eines Korbs verschiedener Aktien, Aktien- oder Rohstoffindizes ab. Die Gewichtungen der Aktien/Indizes im Korb und der Einfluss ihrer Wertentwicklungen kann höchst unterschiedlich ausgestaltet sein.
- Kündbare Anleihe: Eine Anleihe, die mit einem Kündigungsrecht des Emittenten oder Gläubigers ausgestattet ist.
- BOLO-Anleihe (englisch BOLO bond, Abkürzung für borrowers option, lenders option): Bei dieser Anleihe hat nach einer Frist der Emittent das Recht, den Kupon beliebig festzusetzen; der Inhaber hat dann das Recht zu kündigen. Ausstattungsmerkmale sind der Kupon, die Laufzeit, der Rückzahlungskurs und der Emissionskurs.
- Bunny-Anleihe (englisch bunny bond, multiplier bond): Der Inhaber einer solchen Anleihe hat das Recht, bei jeder vorgesehenen Kuponzahlung zwischen Auszahlung oder Anlage des Kuponbetrages in eine Anleihe derselben Ausstattung zu wählen. Falls der Kupon niedriger ist als das aktuelle Zinsniveau, wird er sich für die Auszahlung des Kupons entscheiden. Im umgekehrten Fall bietet eine Anleihe desselben Typs, zum Nennwert erworben, eine höhere Rendite. Es ergibt sich also eine Absicherung gegenüber dem Wiederanlagerisiko, wenn der Inhaber je Kuponzahlungstermin die richtige Entscheidung trifft. Insofern haben diese Anleihen eine Mittelstellung zwischen Standardanleihe (volles Wiederanlagerisiko) und Nullkuponanleihe (kein Wiederanlagerisiko). Die Wiederanlage und das Zinsänderungsrisiko verschieben sich auf den Emittenten.[36]
- Losanleihe: Bei einer Losanleihe unterliegt die Höhe der Zinszahlung oder die Rückzahlung einzelner Tranchen der Auslosung.

### Weitere Sonderformen
- Hybridanleihe: Dies ist eine eigenkapitalähnliche, nachrangige Unternehmensanleihe ohne Laufzeitbegrenzung.
- Sonstige exotisch strukturierte Produkte: Der Rückzahlungsbetrag und/oder die Zinszahlung sind nicht fest vereinbart, sondern beispielsweise an den Stand einer bestimmten Größe wie eines Preisindex oder Aktienindex gekoppelt.

### Spezielle Bezeichnungen
In der Fachsprache der Börse haben verschiedene Wertpapiergruppen eigene Bezeichnungen. Beispiele sind:
- Samurai-Bonds: verzinsliche Wertpapiere ausländischer Emittenten am japanischen Kapitalmarkt in Yen
- Uridashi-Bonds: verzinsliche Wertpapiere ausländischer Emittenten am japanischen Kapitalmarkt in einer anderen Währung als Yen
- Yankee-Bonds: verzinsliche Wertpapiere nicht-amerikanischer Emittenten am amerikanischen Kapitalmarkt in US-Dollar.

## Stückzinsen
Beim Kauf einer Anleihe zahlt der Käufer dem Vorbesitzer den ihm zustehenden Anteil am Kupon. Dies nennt man Stückzins oder Marchzins.
Beispiel
Anleger A hat eine Anleihe der X AG mit einem jährlich zahlbaren Zins von 6 % in seinem Depot. Die nächste Zinszahlung wäre am 1. Juli. Er verkauft das Papier jedoch schon am 1. Juni an B. Der Erwerber B hat in diesem Falle zusätzlich zum eigentlichen Kurswert die seit der letzten Zinszahlung aufgelaufenen Zinsen in Höhe von 5,5 % (330 Tage / 360 Tage mal 6 %) an A zu zahlen. Am Zinstermin bekommt B dann von der X AG die vollen 6 % ausgezahlt, obwohl er nur einen Monat investiert war.

## Börsenkurs und Bewertung

### Bewertung
Mit einer Anleihe kann der Anleger zwei Arten von Erträgen erwirtschaften:
- In Form von Zinsen (Rente) (ordentliche Erträge),
- in Form von Kurssteigerungen (außerordentliche Erträge).

Die meisten Anleihen notieren in Prozent des jeweiligen Nominalwerts. Ein Kurs von 101,25 bedeutet also, dass der Käufer 101,25 % des Nominalwerts der Anleihe beim Kauf zu bezahlen hat (plus eventuelle Stückzinsen). Es gibt jedoch wenige Ausnahmen, die hiervon abweichend in Nominalwährung notieren (z. B. französische Wandelanleihen).
Als Wert einer Anleihe gilt der Barwert aller in der Zukunft erwarteten Zahlungen (also Kuponzahlungen und Nennwertrückzahlung). Das heißt, dass die Rendite von Anleihen gleicher Bonität und Restlaufzeit ungeachtet des Kupons immer gleich ist, nämlich Marktrendite zuzüglich einer Bonitätsprämie.
Als allgemeine Berechnungsformel für den Wert einer Anleihe gilt somit bei konstantem Zins {\displaystyle r}:
{\displaystyle P_{0}={\frac {C}{1+r}}+{\frac {C}{(1+r)^{2}}}+\dotsb +{\frac {C}{(1+r)^{n}}}+{\frac {N}{(1+r)^{n}}}}
bzw.
{\displaystyle P_{0}={\frac {N}{(1+r)^{n}}}+\sum _{t=1}^{n}{\frac {C}{(1+r)^{t}}}}
wobei
- P0 = Barwert (= Preis),
- C = Kuponzahlung,
- N = Nominale (Zahlung bei Endfälligkeit),
- n = Anzahl der Perioden,
- r = Jeweils gültiger Zinssatz

Kritisch anzumerken ist bei obiger Formel jedoch, dass
- Kuponzahlungen für „angebrochene“ Zeiträume nicht korrekt erfasst werden (vgl. Stückzinsen),
- Zahlungsströme exakt prognostiziert werden müssten (aber: Floater haben teilweise unsichere Cashflows),
- die Abzinsung mit einem laufzeitadäquaten Zinssatz erfolgen müsste.

Falls die Kuponzahlungen gleich dem (hier konstanten) Zinssatz sind, falls also {\displaystyle C=Nr} ist, so ist die Anleihe, wie intuitiv zu erwarten, für jede beliebige Laufzeit genau gleich viel wert wie die Nominale {\displaystyle N}. Denn für jedes {\displaystyle n} gilt dann:
{\displaystyle P_{0}=N\cdot \left((1+r)^{-n}+r\sum _{t=1}^{n}(1+r)^{-t}\right)=N\cdot \left((1+r)^{-n}+r{\frac {1-(1+r)^{-n}}{r}}\right)=N\cdot 1=N.}

### Bewertungsbeispiel
Die Anleihe der X AG habe die folgenden Ausstattungsmerkmale:
- Laufzeit: 3 Jahre
- Nominalwert: 100 €
- Kupon: 5 % (der risikolose Marktzins sei ebenfalls 5 %)
- Emission zu pari (= 100 %).

Ein Kaufinteressent kann also sicher mit folgenden Zahlungsströmen in den nächsten drei Jahren rechnen:
- in 1 Jahr: 5 € Kupon
- in 2 Jahren: 5 € Kupon
- in 3 Jahren: 5 € Kupon + 100 € Tilgung = 105 €

Der Barwert des Papiers wird mit dem risikolosen Marktzins ermittelt, den wir in obiger Annahme dem Kupon von 5 % gleichgesetzt haben:
{\displaystyle P_{0}={\frac {5}{1{,}05}}+{\frac {5}{1{,}05^{2}}}+{\frac {105}{1{,}05^{3}}}=100}
Nun nehmen wir an, dass kurz nach dem Kauf der genannten Anleihe der risikolose Marktzins auf 8 % steigt. Dem Anleger stehen weiterhin die fest vereinbarten Zahlungen zu, jedoch ändert sich der Kurs (Barwert) seiner Anleihe:
{\displaystyle P_{0}={\frac {5}{1{,}08}}+{\frac {5}{1{,}08^{2}}}+{\frac {105}{1{,}08^{3}}}=92{,}27}
Der Kurs des Rentenpapiers fällt, da mögliche Käufer berücksichtigen, dass sie auf eine alternative Anlageform eine risikolose Verzinsung in Höhe des Marktzinses von 8 % erhalten. Folglich ist es unwirtschaftlich, dem Anleger die Anleihe zu 100 € abzukaufen und nur eine fünfprozentige Verzinsung in Anspruch zu nehmen. Die einzige Möglichkeit, das Wertpapier doch veräußern zu können, besteht also in der Regel darin, einen niedrigeren Verkaufspreis zu akzeptieren.
Bei den Kursen börsengehandelter Anleihen kommt außerdem das Ausfallrisiko als Preis- und Kuponbestimmungsfaktor hinzu. Das Ausfallrisiko bestimmt sich nach der erwarteten Zahlungsfähigkeit (Bonität) des Anleiheschuldners. Der Kupon einer Anleihe liegt zum Zeitpunkt der Anleihebegebung umso höher über dem risikolosen Marktzinssatz, je geringer die Bonität ist. Verschlechtert sich die Bonität eines Anleiheschuldners, so führt das steigende Ausfallrisiko zu einem größeren Abschlag auf den Anleihewert (höherer Diskontierungszinssatz) und der Preis sinkt.

### Berechnung der Rendite (Effektivverzinsung, Endfälligkeitsrendite, yield to maturity)
Häufig ist es nicht interessant zu wissen, welchen Wert eine Anleihe am heutigen Tag hat, sondern welche Rendite man mit dem Kauf einer Anleihe zu einem heute bekannten Preis erzielen kann. Die Rendite wird in der Regel vom Zinssatz am Markt und auch vom Kupon der Anleihe abweichen, jeweils abhängig von der Bonität des Schuldners usw. Für die Abschätzung gibt es folgende Näherungsformel:
{\displaystyle r_{e}={\frac {K+{\frac {N-P_{M}}{n}}}{P_{M}}}\cdot 100}
mit
- Rendite in %
- K = Kupon
- PM = Marktpreis
- n = Restlaufzeit in Jahren
- Nennwert/Nominale N

Genauer ist es, mit einer Iteration so lange Zinssätze in die Bewertungsformel für den jeweiligen Anleihentyp einzusetzen, bis der errechnete Wert mit dem Kaufpreis übereinstimmt.
Renditerechner sind spezielle Programme für die möglichst genaue Berechnung der Rendite. Diese sind teilweise im Internet als Online-Rechner verfügbar.
Neben der gebräuchlicheren Endfälligkeitsrendite (Effektivverzinsung) existiert auch die laufende Rendite (current yield). Auch diese unterscheidet sich vom Zinssatz. Sie errechnet sich einfach als „Zins mal 100 geteilt durch Kurs“.
{\displaystyle {\text{Laufende Verzinsung}}={\frac {K\cdot 100}{P_{M}}}}
Die laufende Rendite ist kein Vergleichsmaßstab im Anleihenhandel. Die laufende Rendite zeigt aber die prozentuale Verzinsung auf der Basis des jeweiligen Kurses. Sie gewinnt an Bedeutung bei Anleihen von Emittenten niedriger Bonität und bei hohen Kursabweichungen vom Nennwert.
Eine andere Vergleichsmöglichkeit unterschiedlicher Anleihen ist der sogenannte „Doppler-Effekt“. Um zu ermitteln, wie schnell sich der Wert einer Anleihenanlage verdoppelt, wird von Anlegern manchmal eine Faustformel verwendet: Die Zahl 70 ist durch die Endfälligkeitsrendite zu teilen. Bei einer Rendite von sieben Prozent z. B. verdoppelt sich das Kapital in 10 Jahren (70 : 7 = 10). Beträgt die Rendite dagegen fünf Prozent, dauert es 14 Jahre. Voraussetzung für die Kalkulation: Die fälligen Zinsen werden zu konstanten Konditionen regelmäßig wieder angelegt (Zinseszinseffekt).

### Arbitrage
Bei Anleihen können Fehlbewertungen arbitriert werden. Beispielsweise ist eine Arbitragestrategie denkbar, wenn eine Kuponanleihe zu niedrig bewertet ist. Dann kauft man diese (Börsenjargon: Man geht „long“) und verkauft („short selling“) gleichzeitig Nullkuponanleihen in Höhe der Zinszahlungen. Der Arbitragegewinn ergibt sich dann (in diesem Modellbeispiel) heute, wobei zukünftig alle Positionen Null ergeben.
Unterschiedliche Bewertungen können sich aber auch aufgrund von Bonitätsdifferenzen und Marktfriktionen ergeben.

## Risiken
Die Anleiherisiken lassen sich wie folgt einteilen:
- Marktrisiko:
  - Zinsrisiko
  - Spreadrisiko
- Anleihespezifisches Risiko
  - Kreditrisiko
  - Liquiditätsrisiko
  - sonstige Risiken (Währungsrisiko, Inflationsrisiko und Risiko der vorzeitigen Kündigung durch den Emittenten)

Spread-, Kredit- und Liquiditätsrisiko werden zum Kreditaufschlag zusammengefasst. Je nach Höhe und Ausmaß des Risikos werden die Anleihen in Risikoklassen eingeteilt.

### Ausfallrisiko
Das Ausfall- bzw. Bonitätsrisiko ist jenes Risiko, welches daraus erwächst, dass der Schuldner in Zahlungsverzug geraten kann oder sogar zahlungsunfähig wird. Je schlechter die Bonität, desto höher ist das Ausfallrisiko der Anleihe. Schuldner mit schlechter Bonität müssen daher eine höhere Verzinsung bieten, um trotz des Ausfallrisikos attraktiv zu bleiben. Dass selbst Staatsanleihen Risiken bergen, zeigte sich beispielsweise im Dezember 2008 bei Anleihen der Republik Ecuador, die die Zinszahlungen einstellte.
Das Ausfallrisiko von Anleihen lässt sich teilweise diversifizieren, indem der Anleger sein Kapital auf Anleihen verschiedener Emittenten aufteilt. Dadurch hat der Ausfall einer einzelnen Anleihe im Portfolio einen weniger gravierenden Verlust zur Folge. Allerdings lässt sich beobachten, dass sich Anleihenausfälle in einem bestimmten Zeitintervall häufen können. Es können also deutlich mehr Anleihen in einem bestimmten Zeitraum ausfallen, als man es bei stochastisch unabhängigen Ausfällen erwarten würde.
Die Bonität einzelner Unternehmen und Anleihen bemessen internationale, unabhängige Ratingagenturen aus ihrer Sicht mit einem Rating. Die bekanntesten Rating-Agenturen sind Moody’s, Standard & Poor’s sowie Fitch. Anleihen von Schuldnern mit schlechter Bonität werden auch als Hochzinsanleihen, Schrottanleihen oder Ramschanleihen (englisch junk bonds oder high yield bonds) bezeichnet.
Um das Ausfallrisiko für den Anleger zu reduzieren, übernehmen Anleiheversicherer dieses Risiko gegen Entgelt.
Die Rückzahlung einer Anleihe kann auch gegen den Willen eines einzelnen Gläubigers ganz oder teilweise entfallen, sofern in den Anleihebedingungen eine entsprechende Collective Action Clause hinterlegt ist und eine Mehrheit von mehr als 75 % der Gläubiger dem Schuldenerlass zustimmt (§ 5 Schuldverschreibungsgesetz).

### Zinsänderungsrisiko
Das Zinsänderungsrisiko ist das Risiko, welches aus der Möglichkeit einer Änderung des Marktzinses erwächst. Zwar wird eine Anleihe immer zum Nennwert zurückgezahlt, aber der Marktzins hat einen Einfluss auf den Kurs der Anleihe, der von Bedeutung ist, wenn man die Anleihe vor ihrer Fälligkeit wieder verkauft.
Der Marktzinssatz ist der wichtigste, gleichzeitig aber auch der volatilste Parameter zur Bewertung einer Anleihe. Eine Änderung des Zinssatzes hat folgende Auswirkungen für den Inhaber einer Anleihe:
- Der Wert der Anleihe sinkt, wenn der Marktzins steigt. Dieser Effekt ist abhängig von der Preissensitivität, welche mittels Duration und Konvexität gemessen werden kann.
- Die Rückzahlungsbeträge (Kupon und Tilgung) werden zum neuen Zinssatz angelegt. Steigt der Zinssatz, so steigt auch der Betrag, der aus der Wiederveranlagung der Rückzahlungsbeträge resultiert (der Zinseszins).
- Der Zinsertrag aus den Kupons der Anleihe bleibt unverändert.

Die Kursänderung und der Zinseszinseffekt sind gegenläufig. Um die Frage zu beantworten, welchen Gesamteffekt eine Zinsänderung auf den Kurs einer Anleihe hat, wurde das Konzept der Duration entwickelt.

### Kündigungsrisiko, Auslosungsrisiko, Konversions(Wandelungs-)risiko
Dies sind drei Arten von Unsicherheiten, die nur bei bestimmten Anleihen auftreten, bei denen Schuldnerkündigungsrecht oder eine Auslosung der Tilgung vereinbart ist, bzw. wenn es sich um Wandelanleihen handelt.

### Währungs-/Wechselkursrisiko
Die Nominalwährung ist die Währung, in der die Anleihe bei Endfälligkeit vom Emittenten zurückgezahlt wird. Die Kuponwährung ist die Währung, in der die Zinsen ausbezahlt werden. Bei fast allen Anleihen sind Kupon- und Nominalwährung identisch.
Aufgrund von Wechselkursänderungen schließt der Kauf einer Fremdwährungsanleihe ein Wechselkursrisiko ein. Fällt die Nominalwährung gegenüber der Heimatwährung des Käufers, so erleidet er Verluste, steigt die Nominalwährung gegenüber der Heimatwährung, kann er Gewinne realisieren.
Das Währungsrisiko kann durch Währungsoptionen, Währungsforwards oder Währungsfutures minimiert werden.

### Inflationsrisiko
Das Inflationsrisiko bezeichnet die Unsicherheit über die reale Höhe der zukünftigen Auszahlungen. Da der Fisher-Effekt nur langfristig empirisch nachweisbar ist, ist das Inflationsrisiko vom Zinsänderungsrisiko getrennt zu bewerten. Das Inflationsrisiko kann durch den Erwerb von inflationsindizierten Anleihen ausgeschaltet werden.

### Liquiditätsrisiko
Es ist möglich, dass zu dem Zeitpunkt, an dem die Anleihe verkauft werden soll, dies nicht ohne große Kursabschläge erfolgen kann. Dieses Risiko ist in Märkten mit großem Marktvolumen meistens zu vernachlässigen; es kann in kleinen Märkten oder bei exotischen Anleihen bestehen.
Siehe auch: Marktliquiditätsrisiko

## Entwicklung des Kurses im Zeitverlauf
Da der Nennwert der Anleihen zum Laufzeitende zurückgezahlt wird, kommt es zur Nennwertkonvergenz, die Kurse der Anleihen bewegen sich also gegen Ende der Laufzeit in Richtung des Nennwerts. Den Effekt von Kursänderungen, die sich aus dem Zeitverlauf ergeben – ohne dass sich die Zinsstrukturkurve ändert – wird als Rolling down the yield curve-Effekt bezeichnet. Dieser Effekt lässt sich unter Annahme einer konstanten Zinsstrukturkurve im Zeitverlauf (damit ist nicht eine flache Zinsstrukturkurve gemeint) anhand des Anleihekurses zu jedem Zeitpunkt der Laufzeit darstellen. Dabei wird der Kurs erst über den Ausgabekurs steigen und dann wieder bis zum Nennwert fallen.

### UrsachenRolling down the yield curve-Effekt
Die Abzinsung derselben Zahlungen erfolgt mit niedrigeren Zinsen bei gegebener normaler Zinsstrukturkurve. Die Abzinsung erfolgt zudem über einen kürzeren Zeitraum. Dies erklärt ein Ansteigen des Kurses. Der entgegengesetzte Effekt, dass der Kupon der vorangegangenen Termine wegfällt, dominiert am Ende der Laufzeit. Die Bewegung des Preises einer Anleihe hin zum Nennwert bei Fälligkeit bezeichnet man als Pull-to-par-Effekt.